# Кереть (станция, Лоухский район)
Ке́реть — станция (тип населённого пункта) в составе Малиновараккского сельского поселения Лоухского района Республики Карелия.
В посёлке находится разобранная железнодорожная станция Кереть Петрозаводского отделения Октябрьской железной дороги.

## Общие сведения
Станция расположена на 1022 км перегона Лоухи—Чупа.

## Население
| 2002 | 2009 | 2010 | 2013 |
| ---- | ---- | ---- | ---- |
| 29   | ↘19  | ↘10  | ↘7   |